# Snow Lake Shores
Snow Lake Shores – miasto w Stanach Zjednoczonych, w stanie Missisipi, w hrabstwie Benton.